# Сент-Геленс (Орегон)
Сент-Геленс (англ. St. Helens) — місто (англ. city) в США, в окрузі Колумбія штату Орегон. Населення — 13 817 осіб (2020).

## Географія
Сент-Геленс розташований за координатами 45°51′27″ пн. ш. 122°48′57″ зх. д. / 45.85750° пн. ш. 122.81583° зх. д. (45.857544, -122.815812).  За даними Бюро перепису населення США в 2010 році місто мало площу 14,27 км², з яких 11,73 км² — суходіл та 2,54 км² — водойми. В 2017 році площа становила 15,29 км², з яких 12,32 км² — суходіл та 2,97 км² — водойми.

### Клімат
| Клімат : Сент-Геленс    | Клімат : Сент-Геленс | Клімат : Сент-Геленс | Клімат : Сент-Геленс | Клімат : Сент-Геленс | Клімат : Сент-Геленс | Клімат : Сент-Геленс | Клімат : Сент-Геленс | Клімат : Сент-Геленс | Клімат : Сент-Геленс | Клімат : Сент-Геленс | Клімат : Сент-Геленс | Клімат : Сент-Геленс | Клімат : Сент-Геленс |
| Показник                | Січ.                 | Лют.                 | Бер.                 | Квіт.                | Трав.                | Черв.                | Лип.                 | Серп.                | Вер.                 | Жовт.                | Лист.                | Груд.                | Рік                  |
| Абсолютний максимум, °C | 17,2                 | 21,7                 | 27,8                 | 32,2                 | 38,9                 | 40,0                 | 41,1                 | 41,7                 | 41,1                 | 34,4                 | 22,2                 | 16,7                 | 41,7                 |
| Середній максимум, °C   | 8,0                  | 10,7                 | 14,0                 | 17,3                 | 20,8                 | 24,1                 | 27,5                 | 28,0                 | 24,8                 | 18,4                 | 11,2                 | 7,6                  | 17,7                 |
| Середній мінімум, °C    | 0,6                  | 1,3                  | 3,4                  | 4,8                  | 7,6                  | 10,6                 | 12,8                 | 13,0                 | 10,8                 | 6,9                  | 3,4                  | 1,1                  | 6,4                  |
| Абсолютний мінімум, °C  | −12,8                | −15,6                | −7,8                 | −6,7                 | −6,1                 | 1,1                  | 3,3                  | −1,1                 | 1,1                  | −6,7                 | −12,2                | −17,2                | −17,2                |
| Норма опадів, мм        | 159                  | 122                  | 120                  | 86                   | 72                   | 49                   | 18                   | 28                   | 43                   | 80                   | 163                  | 171                  | 1112                 |
| Днів з опадами          | 18                   | 15                   | 17                   | 15                   | 12                   | 9                    | 4                    | 5                    | 7                    | 12                   | 18                   | 18                   | 150,0                |
| ----------------------- | -------------------- | -------------------- | -------------------- | -------------------- | -------------------- | -------------------- | -------------------- | -------------------- | -------------------- | -------------------- | -------------------- | -------------------- | -------------------- |
| Джерело:                |                      |                      |                      |                      |                      |                      |                      |                      |                      |                      |                      |                      |                      |

## Демографія
Згідно з переписом 2010 року, у місті мешкали 12 883 особи в 4847 домогосподарствах у складі 3243 родин. Густота населення становила 903 особи/км².  Було 5154 помешкання (361/км²).
Расовий склад населення:
| - 90,3 % — білих - 1,6 % — корінних американців - 1,3 % — азіатів - 0,6 % — чорних або афроамериканців - 0,3 % — вихідців з тихоокеанських островів - 1,3 % — осіб інших рас |

До двох чи більше рас належало 4,5 %. Частка іспаномовних становила 6,1 % від усіх жителів.
За віковим діапазоном населення розподілялося таким чином: 27,6 % — особи молодші 18 років, 62,2 % — особи у віці 18—64 років, 10,2 % — особи у віці 65 років та старші. Медіана віку мешканця становила 34,0 року. На 100 осіб жіночої статі у місті припадало 99,1 чоловіків;  на 100 жінок у віці від 18 років та старших — 95,1 чоловіків також старших 18 років.
Середній дохід на одне домашнє господарство  становив 58 946 доларів США (медіана — 45 225), а середній дохід на одну сім'ю — 65 543 долари (медіана — 53 996). Медіана доходів становила 48 457 доларів для чоловіків та 34 834 долари для жінок. За межею бідності перебувало 20,0 % осіб, у тому числі 27,9 % дітей у віці до 18 років та 6,5 % осіб у віці 65 років та старших.
Цивільне працевлаштоване населення становило 5283 особи. Основні галузі зайнятості: освіта, охорона здоров'я та соціальна допомога — 23,7 %, роздрібна торгівля — 16,0 %, виробництво — 12,9 %, науковці, спеціалісти, менеджери — 10,3 %.